# حسین ناصحی
حسین ناصحی (زادهٔ ۱۳۰۴ ه‍. خ – درگذشتهٔ ۶ مهر ۱۳۵۶) موسیقی‌دان و آهنگساز اهل ایران بود.

## زندگی هنری
حسین ناصحی در سال ۱۳۰۴ خورشیدی در تهران متولد شد. او از سال ۱۳۱۸ در هنرستان عالی موسیقی به تحصیل پرداخت. ساز تخصصی وی ترومبون بود و استاد او در تهران یکی از موسیقی‌دانان اهل چک به نام «ژوزف اسلادک» بود.
او در ارکستر رادیو به رهبری پرویز محمود نوازندگی می‌کرد. در سال ۱۳۲۲ جزو دانشجویانی بود که بنا به دعوت دولت ترکیه برای ادامه تحصیل روانه آنکارا شد و در کنسرواتور دولتی آنکارا در رشته آهنگسازی تحت نظر نجیل کاظم آکسس تحصیل کرد.
ناصحی در سال تحصیلی ۲۸–۱۳۲۷ دوره عالی آهنگسازی را به اتمام رساند. آثار اولیه خود را برای درک تکنیک آهنگسازی به سبک استادان بزرگ گذشته مانند یوهان سباستیان باخ، الکساندر اسکریابین و گابریل فوره نوشت و به تدریج به مطالعه در موسیقی مشرق‌زمین و به‌خصوص موسیقی ایرانی پرداخت و کوشید تا در آثارش شخصیت موسیقی شرق را بنمایاند.
وی خود عقیده داشت که در کوارتت زهی می‌مینورش بدین منظور دست یافته؛ گفتنی است کوارتت مزبور هنگامی که در ترکیه اجرا شد، مورد توجه لودویک چاچکس از استادان آکادمی موسیقی وین قرار گرفت به حدی که وی به سفارت ایران در ترکیه مراجعه و درخواست کرد تا سازنده جوان این کوارتت را برای مطالعات فنی، مدتی به وین اعزام دارند.
ناصحی بلافاصله پس از ورود به تهران در سال ۱۳۲۹ در هنرستان عالی موسیقی به تدریس هارمونی، کنترپوآن و فوگ و آهنگسازی پرداخت.
از جمله شاگردان او می‌توان از حسین دهلوی، احمد پژمان و پرویز منصوری نام برد. فرزند او فریدون ناصحی نیز نوازندهٔ سرشناس پیانو است.

## آثار
از آثار حسین ناصحی می‌توان به پوئم شور (برای ویلنسل و پیانو) – کوارتت زهی در می مینور – حرمان (برای آواز و پیانو، که به حسین سرشار تقدیم شده‌است) – آواز بیگفتار (برای ارکستر) – گدا (برای پیانو) – رقص در بارگاه شاه سمنگان (برای آواز و ارکستر) - ملودرام رستم و سهراب و قطعاتی دیگر که متأسفانه نت بسیاری از آنها مفقود شده‌است اشاره کرد.

## درگذشت
ناصحی در ششم مهرماه ۱۳۵۶ در سن ۵۲ سالگی درگذشت.